# Fashion Collection
Fashion Collection (с англ. — «Модная Коллекция») — первый российский журнал о моде, издаваемый с 2003 года в Москве издательством Global Media International.

## История
Первый номер издания вышел в 2003 году. Идея создания журнала принадлежит Марине Дэмченко, которая является бессменным главным редактором более 12 лет.
На страницах журнала публикуются интервью с известными персонами, советы именитых стилистов и ведущих экспертов в области моды и красоты, актуальные новости в мире моды и искусства, а также модные фотосессии.

## Распространение
Журнал располагает сетью филиалов в 15 регионах России, а также в Белоруссии, Казахстане и Кыргызстане. Головной офис журнала находится в Москве. Все региональные номера Fashion Collection объединяет общая редакционная политика, включая первую обложку. Местные офисы дополняют материалы контентом, актуальным для каждого города. Начиная с зимы 2014—2015, журнал распространяется во Франции и Монако.
Тираж журнала: 111000 экземпляров.

## Награды
В 2011 году Fashion Collection получил премию телеканала Fashion TV в номинации «Первый русский журнал о моде».
В 2014 году премию Fashion TV получила Марина Дэмченко в номинации «Самый стильный главный редактор».